# 기요미야 시로

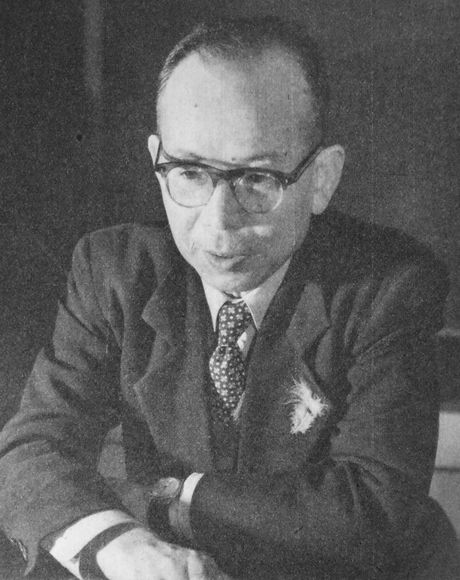

기요미야 시로(일본어: 清宮四郎, 1898년 ~ 1989년 10월 22일)은 일본의 헌법학자로, 도호쿠 대학 명예교수이다. 미야자와 도시요시와 함께 미노베 다쓰키치의 지도를 받았으며, 제2차 세계대전 이후의 헌법학계를 리드하였다.

## 약력
1923년, 도쿄 제국대학 졸업. 1925년에 유럽으로 유학을 떠네, 한스 켈젠의 강의를 듣는다. 이후 경성제국대학 교수를 거쳐, 1941년에는 현재의 도호쿠 대학인 도호쿠 제국대학의 교수가 되었다. 전후에는 마쓰모토 조지를 위원장으로 하는 헌법문제조사위원회의 위원으로 활동했다.
주요 저서로 《권력분립제의 연구》(権力分立制の研究, 유히카쿠, 1950년), 《헌법 Ⅰ》(憲法I, 유히카쿠, 1957년), 《헌법의 이론》(憲法の理論, 유히카쿠, 1968년), 《국가작용의 이론》(国家作用の理論, 유히카쿠, 1969년) 등이 있으며, 한스 켈젠의 저서인 《일반국가학》(독일어: Allgemeine Staatslehre)을 일본어로 소개했다.
제자로 간노 기하치로, 오부키 요시토, 히구치 요이치 등이 있다.